# Paiwaans
Paiwan, ook Paiuaans, Payowaans, Li-Li-Sha, Samobi, Samohai, Saprek, Tamari (Opgelet: ook een synoniem voor de in Benin gesproken taal Ditammari), Kadas (Opgelet: ook een synoniem voor Rukai), Kale-Whaans, Kapiangaans, Katausaans, Butanglu of Stimul, is een Paiwanische taal die net zoals de andere Paiwanische en ook Formosaanse talen uitsluitend op Taiwan wordt gesproken. Het Paiwan wordt gesproken in het zuiden, vooral in de zuidoostelijke gebergten. Het Paiwan is een van de noordelijkste en oudste talen van de Austronesische taalfamilie.
In 1993 is het Nieuwe Testament in het Paiwan vertaald. Een bekend boek met Paiwanische teksten is One Hundred Paiwan Texts, een boek van Robert Early en John Whitehorn uit 2003, met honderd Paiwanische teksten, zoals de titel doet vermoeden. Het telt 545 pagina's. Achterin vindt men grammaticarubriek door John Whitehorn.

## Voorbeelden
Als voorbeeld hieronder de cijfers van één tot tien:
| Nederlands | één | twee  | drie  | vier  | vijf | zes  | zeven | acht | negen | tien  |
| Paiwaans   | ita | drusa | tjelu | sepat | lima | unum | pitu  | alu  | siva  | puluq |

## Classificatie
- Austronesische talen
  - Formosaanse talen
    - Paiwanische talen
      - Paiwan